# Walerian Frołow
Walerian Aleksandrowicz Frołow (ros. Валериан Александрович Фролов, ur. 14 maja?/26 maja 1895 w Petersburgu, zm. 6 stycznia 1961 w Leningradzie) – radziecki wojskowy, generał pułkownik.

## Życiorys
Od 1915 służył w rosyjskiej armii, podczas I wojny światowej był dowódcą plutonu i starszym podoficerem na Froncie Południowo-Zachodnim, w kwietniu 1918 wstąpił do Armii Czerwonej, 1919 został członkiem RKP(b). Brał udział w wojnie domowej w Rosji jako dowódca plutonu, kompanii i batalionu, walczył z białymi pod Pskowem i Piotrogrodem i w wojnie z Polską, 1920-1928 był kolejno dowódcą kompanii, naczelnikiem szkoły pułkowej i dowódcą batalionu. W 1924 ukończył kursy „Wystrieł”, potem kursy partyjno-polityczne, 1929 kursy przygotowania dowódców przy Akademii Wojskowo-Politycznej im. Lenina, a 1932 Akademię Wojskową im. Frunzego. W 1932 został dowódcą i komisarzem pułku piechoty, potem pomocnikiem szefa Zarządu Obrony Przeciwlotniczej Leningradu, szefem sztabu 54 Dywizji Piechoty, dowódcą 16 Dywizji Piechoty i 1 Korpusu Piechoty, 28 stycznia 1939 został komdiwem. Od 1939 do sierpnia 1941 dowodził 14 Armią, jako jej dowódca uczestniczył w wojnie z Finlandią 1939–1940, w sierpniu-wrześniu 1941 był zastępcą dowódcy, a od września 1941 do lutego 1944 dowódcą Frontu Karelskiego, 28 kwietnia 1943 otrzymał stopień generała pułkownika. Od lutego do listopada 1944 ponownie był zastępcą dowódcy Frontu Karelskiego, w latach 1944–1948 i ponownie 1951–1956 dowódcą Białomorskiego Okręgu Wojskowego, a 1949–1951 Archangielskiego Okręgu Wojskowego, 1956 zakończył służbę wojskową. Był deputowanym do Rady Najwyższej ZSRR 2 i 4 kadencji.

## Odznaczenia
- Order Lenina (trzykrotnie)
- Order Czerwonego Sztandaru (czterokrotnie)
- Order Kutuzowa I klasy
- Order Bohdana Chmielnickiego I klasy
- Order Czerwonej Gwiazdy

I medale.